# Acarmantaş
Acarmantaş ist ein Ortsteil (Mahalle) im Landkreis Kozan der türkischen Provinz Adana mit 915 Einwohnern (Stand: Ende 2024). Im Jahr 2011 hatte der Ort 1.210 Einwohner.